# Neulinger și Shuruk vs. Elveția
Neulinger și Shuruk vs. Elveția (petiția nr 41615/07, hotărârea din 6 iulie 2010) este o cauză judecată la Curtea Europeană a Drepturilor Omului reclamanții, mamă  și fiu, s-au plâns de violarea art. 8 din Convenție („Dreptul la respectarea vieții private și de familie”), determinată de hotărârea judecătorească pronunțată de instanțele din statul pârât (Elveția) cuprinzând ordinul de returnare a reclamantului minor în Israel, de unde fusese adus în mod ilicit de reclamantă pe teritoriul statului pârât, în contextul divorțului dintre reclamantă și tatăl copilului, încredințării copilului reclamantei și stabilirii unei interdicții de părăsire a teritoriului israelian de către minor, până la majoratul acestuia, prin hotărâre judecătorească a instanțelor israeliene.

## Descrierea cazului
Un tânăr elvețian s-a mutat în Israel împreună cu mama ambii fiind părinții unui copil născut în anul 2003. Mama fiind neliniștită că tatăl s-a implicat într-o sectă extremistă, în iunie 2005, a răpit copilul din Israel și s-a întors în Elveția. În mai 2006, conform Convenției de la Haga privind răpirile de minori, un tribunal israelian a confirmat faptul că domiciliul copilului este în Israel, unde a acesta a locuit cei câțiva ani și că este deci vorba de o răpire internațională de minori. Procesul s-a mutat în Elveția unde, după doi ani s-a concluzionat că este necesară revenirea minorului în Israel. Copilul nu a fost returnat, iar căile de atac în justiție au continuat și au fost destul de multe. Într-un final problema a ajuns la CEDO, care după investigațiile preliminare și rapoartele din 2009, a luat propria decizie destul de surprinzătoare.

## Decizia curții
În rezumat, Curtea a decis că, Convenția Europeană a Drepturilor Omului cu privire la integritatea vieții de familie, în special articolul 8, are precedență asupra Convenției de la Haga privind răpirile de minori. A fost necesar să se ia în considerare și aspectul în care în cazul o instanță națională respectă, pune în aplicare și interpretează corect Convenția de la Haga coroborat cu articolul 8 al Convenției. În consecință, Curtea a considerat că interesul superior al copilului la momentul deciziei Curții (de ne-returnare) primează asupra interesului superior al copilului la momentul răpirii (de a fi returnat) sau asupra ordinului de returnare emis de către instanțele elvețiene. 
Curtea a considerat că în acest caz, ca de altfel în majoritatea cazurilor de răpire internațională de minori, factorul timp este crucial. Trecând prea mulți ani de la răpire, consumați prin procese, pentru copilul deja bine integrat în Elveția o reîntoarcere nu ar mai fi fost în interesul său. Curtea a acceptat cererea reclamantei considerând că returnarea reclamantei în Israel nu ar reprezenta măsura adecvată, din perspectiva interesului superior al copilului și, suplimentar, reclamanta ar suferi o ingerință disproporționată în dreptul său la respectarea vieții de familie, dacă ar fi constrânsă să se întoarcă în Israel împreună cu fiul său. Prin urmare Curtea a considerat că în cauză instanțele elvețiene au violat art. 8 din Convenție.
Decizia Curții are un caracter de generalitate mai amplu deoarece astfel, așteptările de întoarcere aproape automată prevăzute prin Convenția de la Haga devin de o importanță secundară subsumându-se Convenției Europene a Drepturilor Omului.
- Decizia Curții (în limba engleză)

## Controverse
Această decizie a creat consternare, mai ales în țările din afara Europei care nu sunt parte a Convenției pentru Drepturile Omului. Multe voci din cadrul organizațiilor care militează pentru găsirea și returnarea copiilor răpiți internațional afirmă că decizia "stimulează pe părinții potențiali infractori să comită astfel de răpiri". 
Ceea ce nu poate fi controversat este faptul că unor țări, inclusiv din cadrul UE, le ia prea mult timp ca să se ocupe de procesele privind răpirile de copii, inclusiv recursurile. Ca urmare, până la momentul când se ajunge la o decizie de returnare, copilul s-a integrat deja în noua locație pierzând legăturile cu vechea locație de unde a fost răpit iar o returnare l-ar dezrădăcina din nou, nefiind oportună.

## Soluții
Răspunsul la această problemă la nivel european nu este acela de a critica Curtea Europeană a Drepturilor Omului pentru că problema nu este legată de Curtea Europeană a Drepturilor Omului ci mai degrabă de eșecul sistemului juridic elvețian de a face față cu promptitudine la cererea de returnare. 
Răspunsul real este acela de a implementa un sistem care impune și penalizează acele țări care încetinesc procesul de revenire a copiilor răpiți în țara de origine, lucrând astfel împotriva interesului superior al copilului. 
Una din soluțiile problemei la nivel național care ar putea fi implementată de către instanțele naționale ar fi reaplicarea metodologiei din Anglia, care aderând la cerințele Regulamentului Bruxelles II pentru o rezolvare a cazurilor de răpire în maxim șase săptămâni de la anunțarea lor, inclusiv apelurile. În practică, această soluție este extinsă la toate cazurile de tip Haga.

## Decizie similară
- Cauza X vs. Letonia (returnare)